# Gubernium
Gubernium byl správní úřad. V Rakousku existoval v letech 1763–1849 jako nejvyšší správní úřad jednotlivých zemí, poté ho nahradila převážně místodržitelství. Gubernium bylo zřízeno v Praze, Brně, Štýrském Hradci, Innsbrucku, Lublani, Terstu, Lvově, Benátkách, Miláně, Zadaru a Kluži. Ve Vídni a Linci místo něj fungovaly zemské vlády a Uhry měly zcela jinou vlastní správu. Gubernium mělo už moderní byrokratický aparát se sekretáři, koncipisty a dalšími úředníky a zabývalo se politickou správou příslušné země, záležitostmi školství, justice, financí apod.
České gubernium nahradilo královskou reprezentaci a komoru, v jeho čele ale zůstal nejvyšší purkrabí. Na Moravě bylo samostatné gubernium zřízeno jen na čas, protože v roce 1782 byla Morava a Slezsko administrativně spojeny v jeden celek, který byl pod vedením zemského hejtmana řízen moravskoslezským guberniem.